# 正鸡纳树
正鸡纳树（学名：Cinchona officinalis），为茜草科金鸡纳属下的一个植物种。被子植物，通常高2-3米，有时可达7米，花、果期为7月至翌年1月。原产于厄瓜多尔、秘鲁、玻利维亚、哥伦比亚等地，中国海南、云南南部亦有种植。